# 九龍巴士11X線
九龍巴士11X線是香港九龍的一條巴士路線，來往安泰（北）及紅磡站。此線往紅磡方向途經啟德隧道及土瓜灣道（土瓜灣「下路」），往安泰方向因土瓜灣沒有支路駛入啟德隧道，須行經馬頭圍道（土瓜灣「上路」）、馬頭涌道、太子道東及觀塘繞道。

## 歷史
- 1964年4月28日：本線的前身之一13A線投入服務。
- 1965年6月1日：本線另一前身5B線投入服務。[1]
- 1967年2月26日：13A線延長至下秀茂坪。
- 1967年6月25日：5B及13A線因六七暴動而停止服務。
- 1967年7月5日：5B線恢復服務；同年8月，13A線亦恢復服務。
- 1972年7月1日：5B線總站遷往觀塘碼頭新總站。
- 1973年7月16日：13A線延長至上秀茂坪。
- 1975年11月30日：5B線延長至紅磡火車站。[2]
- 1983年2月10日：5B線總站遷往紅磡火車站北面。[3]
- 1983年5月1日：5B線更名為5K；同年起，紅磡火車站更名為九龍車站。[4]
- 1984年8月24日：13A線延長至紅磡碼頭。
- 1991年3月17日：13A線的紅磡碼頭總站遷往黃埔花園第九期對出。
- 1995年3月19日：5K與13A線合併為13K，來往九龍車站及上秀茂坪。
- 1997年6月22日：13K線更名為11X，並改經觀塘繞道（往觀塘方向）及機場隧道（現稱啟德隧道，往紅磡方向），收費$4.7。[5]
- 1998年11月1日：九龍車站更名為紅磡車站。
- 2001年9月2日：增設空調巴士服務，空調巴士收費$6.2。[6]
- 2003年5月4日：往紅磡方向繞經中秀茂坪巴士總站
- 2004年12月27日：往紅磡方向改為由寶其利街直接駛入機利士南路，不再繞經明安街及必嘉街。
- 2007年12月2日：配合兩鐵合併，紅磡車站巴士總站更名為紅磡鐵路站巴士總站。
- 2011年1月21日：提供全空調服務，象徵所有九龍市區特快線、所有行經啟德隧道及觀塘繞道的專利巴士路線均提供全線空調服務。[7]
- 2015年9月5日：增設到站時間預報。[8]
- 2021年3月8日：由上秀茂坪延長至安泰（北）：[9][10]
  - 由安泰（北）開出，經安茵街、安秀道、寶琳路、秀茂坪道及曉光街，再返回上秀茂坪巴士總站及原有路線，並新增安秀道「愛達樓」、「安達邨」及寶琳路「寶達邨」站；
  - 往安泰（北）方向，依原有路線駛至曉光街後，不入上秀茂坪總站，改經秀茂坪道、寶琳路、安秀道、安翠街、安秀道及安茵街前往新總站，並新增曉光街「上秀茂坪」、秀茂坪道「秀暉樓」、寶琳路「寶達邨」、安翠街「善達樓」、安秀道「愛達樓」及安茵街「安泰（南）（恆泰樓）」站；
  - 由安泰（北）開出之頭班車時間提早至05:30。
- 2024年12月15日：往安泰（北）方向增停觀塘道「觀塘站」及安秀道「錦泰樓」站。

## 服務時間及班次
| 安泰（北）開     | 安泰（北）開        | 安泰（北）開        | 紅磡站開         | 紅磡站開    | 紅磡站開     |
| 日期             | 服務時間            | 班次（分鐘）        | 日期             | 服務時間    | 班次（分鐘） |
| ---------------- | ------------------- | ------------------- | ---------------- | ----------- | ------------ |
| 星期一至五       | 05:30               | 05:30               | 星期一至五       | 06:10-08:10 | 20           |
| 星期一至五       | 05:50-06:35         | 15                  | 星期一至五       | 08:25       | 08:25        |
| 星期一至五       | 06:47               | 06:47               | 星期一至五       | 08:45-17:25 | 20           |
| 星期一至五       | 07:00-08:20         | 10                  | 星期一至五       | 17:25-19:40 | 15           |
| 星期一至五       | 08:32、08:44、08:57 | 08:32、08:44、08:57 | 星期一至五       | 19:40-23:40 | 20           |
| 星期一至五       | 09:10-09:55         | 15                  | 星期一至五       | 23:40-00:30 | 25           |
| 星期一至五       | 09:55-14:35         | 20                  |                  |             |              |
| 星期一至五       | 14:35-17:20         | 15                  |                  |             |              |
| 星期一至五       | 17:20-18:20         | 12                  |                  |             |              |
| 星期一至五       | 18:35               |                     |                  |             |              |
| 星期一至五       | 18:55-22:55         | 20                  |                  |             |              |
| 星期一至五       | 22:55-23:45         | 25                  |                  |             |              |
| 星期六           | 05:30-06:10         | 20                  | 星期六           | 06:10-07:30 | 20           |
| 星期六           | 06:10-07:55         | 15                  | 星期六           | 07:45       | 07:45        |
| 星期六           | 07:55-08:55         | 12                  | 星期六           | 08:00-15:00 | 20           |
| 星期六           | 08:55-10:25         | 15                  | 星期六           | 15:00-20:15 | 15           |
| 星期六           | 10:25-12:45         | 20                  | 星期六           | 20:15-23:15 | 20           |
| 星期六           | 12:45-18:15         | 15                  | 星期六           | 23:15-00:30 | 25           |
| 星期六           | 18:15-22:55         | 20                  |                  |             |              |
| 星期六           | 22:55-23:45         | 25                  |                  |             |              |
| 星期日及公眾假期 | 05:30-06:20         | 25                  | 星期日及公眾假期 | 06:10-13:30 | 20           |
| 星期日及公眾假期 | 06:20-09:40         | 20                  | 星期日及公眾假期 | 13:30-19:45 | 15           |
| 星期日及公眾假期 | 09:40-18:25         | 15                  | 星期日及公眾假期 | 19:45-00:05 | 20           |
| 星期日及公眾假期 | 18:25-23:45         | 20                  | 星期日及公眾假期 | 00:30       | 00:30        |

## 收費
全程：$8.6
- 成業街休憩公園往安泰：$5.2

| - 本線設有12歲以下小童及65歲或以上長者半價優惠。 - 65歲或以上香港居民使用「樂悠咭」，以及12歲以下合資格殘疾兒童使用「殘疾人士身份」個人八達通繳付車資，均可享有每程$2.0或半價（以較低者為準）的票價優惠；12至64歲合資格殘疾人士使用「殘疾人士身份」個人八達通（包括「樂悠咭」），以及60至64歲香港居民使用「樂悠咭」繳付車資，均可享有每程$2.0或全費（以較低者為準）的票價優惠。 - 65歲或以上長者如使用長者或一般個人八達通繳付車資，則只可享有半價優惠；12至64歲合資格殘疾人士如不使用「殘疾人士身份」個人八達通，以及60至64歲人士如不使用「樂悠咭」繳付車資，必須繳付全費。 - 乘客可以現金或八達通於上車時付款，不設找續。 - 每位成人乘客可免費攜帶最多兩名4歲以下而不佔座位的兒童乘客乘車，超額之4歲以下小童必須繳付小童車費乘車。 - 持有「九巴月票」之乘客在車票有效期內，每日可享最多10程任何九龍巴士及龍運巴士路線（包括本路線，以及聯營路線的九龍巴士／龍運巴士提供的班次；惟乘搭機場「A」及「NA」線則可享原價二七折優惠（不會計算每天10次合資格車程））；而B1線則每日可享最多各2程（不會計算每天10次合資格車程）。 - 九龍巴士、城巴、龍運巴士及陽光巴士全職員工及家屬（不包括外判職員）可免費乘搭本路線，惟必須拍職員或職員家屬八達通。 - 乘客亦可透過多元化電子支付系統（e度嘟）繳付車資，包括使用非接觸式VISA卡、JCB卡、萬事達卡、銀聯卡、美國運通、大來國際、Discover Card、Apple Pay、Google Pay、Samsung Pay、AlipayHK「易乘碼」、支付寶、WeChatHK／微信支付「搭車碼」、銀聯雲閃付「乘車碼」及BOC Pay「乘車碼」。乘客使用此付款方式，使用此支付方式的乘客可享有中途下車之分段收費，以及與其他九巴／龍運獨營路線或聯營線九巴／龍運班次之轉乘優惠，惟不適用於與非九巴／龍運路線之轉乘優惠，亦不能享有「公共交通費用補貼計劃」及「長者及合資格殘疾人士公共交通票價優惠計劃」。 |

## 使用車輛
現時本線使用14輛12米Enviro500 MMC（ATENU）及富豪B9TL (AVBWU)行走本線。

## 行車路線

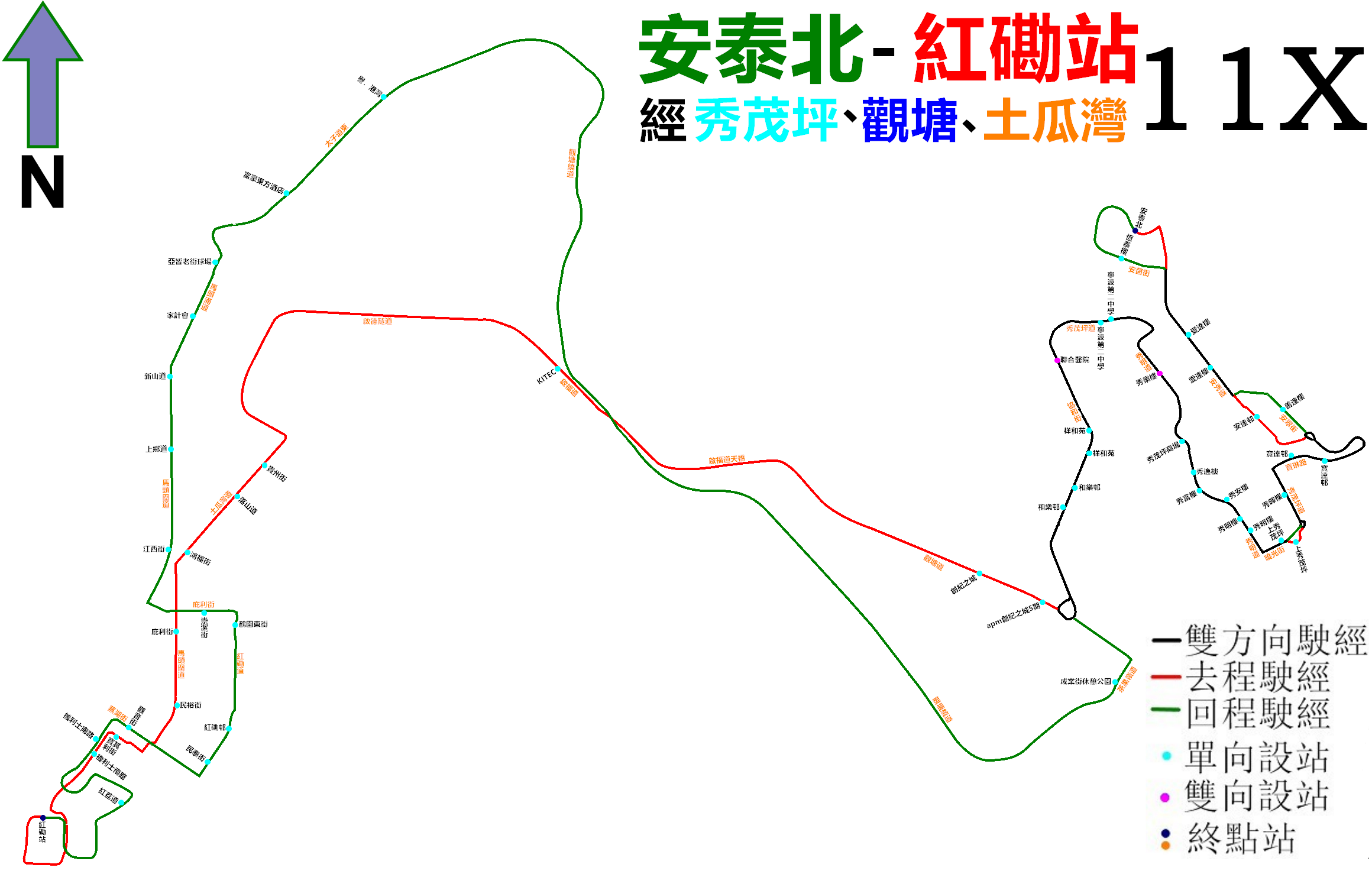
11X線的走線圖

安泰（北）開經：安茵街、安秀道、寶琳路、秀茂坪道、曉光街、秀明道、秀茂坪道、協和街、觀塘道、天橋、啟福道、啟德隧道、新山道、土瓜灣道、馬頭圍道、大沽街、寶其利街、機利士南路、暢運道及安運道。
紅磡站開經：暢運道、都會道、紅荔道、紅磡南道、紅菱街、暢通道、機利士南路、蕪湖街、德民街、紅磡道、庇利街、機利士北路、新柳街、漆咸道北、馬頭圍道、馬頭涌道、太子道西、太子道東、觀塘繞道、偉發道、茶果嶺道、鯉魚門道、觀塘道、協和街、秀茂坪道、秀明道、曉光街、秀茂坪道、寶琳路、安秀道、安翠街、安秀道及安茵街。

### 沿線車站
| 安泰（北）開 | 安泰（北）開                     | 安泰（北）開           | 紅磡站開 | 紅磡站開                             | 紅磡站開               |
| 序號         | 車站名稱                         | 位置                   | 序號     | 車站名稱                             | 位置                   |
| ------------ | -------------------------------- | ---------------------- | -------- | ------------------------------------ | ---------------------- |
| 1            | 安泰（北）                       | 安茵街                 | 1        | 紅磡站巴士總站                       | 紅磡車站公共運輸交匯處 |
| 2            | 安達邨愛達樓                     | 安秀道                 | 2        | 紅荔道                               | 紅荔道                 |
| 3            | 安達邨                           | 安秀道                 | 3        | 機利士南路                           | 機利士南路             |
| 4            | 寶達邨轉車站（H2月台）           | 寶琳路                 | 4        | 觀音街                               | 蕪湖街                 |
| 5            | 上秀茂坪巴士總站                 | 上秀茂坪巴士總站       | 5        | 民泰街                               | 紅磡道                 |
| 6            | 秀茂坪邨秀明樓                   | 秀明道                 | 6        | 紅磡邨                               | 紅磡道                 |
| 7            | 秀茂坪邨秀富樓                   | 秀明道                 | 7        | 鶴園東街                             | 紅磡道                 |
| 8            | 秀茂坪商場                       | 秀明道                 | 8        | 崇潔街                               | 庇利街                 |
| 9            | 秀茂坪邨秀樂樓                   | 秀明道                 | 9        | 江西街                               | 馬頭圍道               |
| 10           | 寧波第二中學                     | 秀茂坪道               | 10       | 上鄉道                               | 馬頭圍道               |
| 11           | 聯合醫院                         | 協和街                 | 11       | 新山道                               | 馬頭圍道               |
| 12           | 祥和苑                           | 協和街                 | 12       | 香港家庭計劃指導會                   | 馬頭涌道               |
| 13           | 和樂邨                           | 協和街                 | 13       | 亞皆老街球場                         | 馬頭涌道               |
| 14           | apm創紀之城5期（D2月台）         | 觀塘道                 | 14       | 九龍城轉車站－富豪東方酒店（A6月台） | 太子道東               |
| 15           | 觀塘轉車站－創紀之城（B10月台）  | 觀塘道                 | 15       | 譽‧港灣                              | 太子道東               |
| 16           | 啟德隧道轉車站－啟福道（L1月台） | 啟福道                 | 16       | 成業街休憩公園                       | 茶果嶺道               |
| 17           | 貴州街                           | 土瓜灣道               | 17       | 觀塘站（E3月台）                     | 觀塘道                 |
| 18           | 落山道                           | 土瓜灣道               | 18       | 和樂邨                               | 協和街                 |
| 19           | 鴻福街                           | 土瓜灣道               | 19       | 祥和苑                               | 協和街                 |
| 20           | 庇利街                           | 馬頭圍道               | 20       | 聯合醫院                             | 協和街                 |
| 21           | 民裕街                           | 馬頭圍道               | 21       | 寧波第二中學                         | 秀茂坪道               |
| 22           | 寶其利街                         | 寶其利街               | 22       | 秀茂坪邨秀樂樓                       | 秀明道                 |
| 23           | 機利士南路                       | 機利士南路             | 23       | 秀茂坪邨秀逸樓                       | 秀明道                 |
| 24           | 紅磡站巴士總站                   | 紅磡車站公共運輸交匯處 | 24       | 秀茂坪邨秀安樓                       | 秀明道                 |
|              |                                  |                        | 25       | 秀茂坪邨秀明樓                       | 秀明道                 |
| 26           | 上秀茂坪                         | 曉光街                 |          |                                      |                        |
| 27           | 秀茂坪邨秀暉樓                   | 秀茂坪道               |          |                                      |                        |
| 28           | 寶達邨轉車站（N2月台）           | 寶琳路                 |          |                                      |                        |
| 29           | 安達邨善達樓                     | 安翠街                 |          |                                      |                        |
| 30           | 安達邨愛達樓                     | 安秀道                 |          |                                      |                        |
| 31           | 安泰邨錦泰樓                     | 安秀道                 |          |                                      |                        |
| 32           | 安泰邨恆泰樓                     | 安茵街                 |          |                                      |                        |
| 33           | 安泰（北）                       | 安茵街                 |          |                                      |                        |

## 使用狀況
11X線西行走線直接，客量不俗，繁忙時間經常頂閘，和樂邨乘客難以上車。但東行即使途經觀塘繞道，但需途經觀塘道迴旋處方可進入協和街，導致實際時間比類近路線的時間更長，除了繁忙時間外客量只屬一般。 
根據2019-2020年度巴士路線計劃，此路線在最繁忙一小時內的載客率為73%。九巴把此路線延長至安泰邨，卻引起秀茂坪居民不滿，發起聯署反對，要求九巴撤回計劃。秀茂坪居民行動引來安達邨與安泰邨居民反感，批評九巴此舉乃「重秀茂坪，輕安達臣」，但計劃最終在2021年3月落實。